# PI15
PI15 (англ. Peptidase inhibitor 15) – білок, який кодується однойменним геном, розташованим у людей на 8-й хромосомі. Довжина поліпептидного ланцюга білка становить 258 амінокислот, а молекулярна маса — 29 065.
| 10         |  | 20         |  | 30         |  | 40         |  | 50         |
| ---------- |  | ---------- |  | ---------- |  | ---------- |  | ---------- |
| MIAISAVSSA |  | LLFSLLCEAS |  | TVVLLNSTDS |  | SPPTNNFTDI |  | EAALKAQLDS |
| ADIPKARRKR |  | YISQNDMIAI |  | LDYHNQVRGK |  | VFPPAANMEY |  | MVWDENLAKS |
| AEAWAATCIW |  | DHGPSYLLRF |  | LGQNLSVRTG |  | RYRSILQLVK |  | PWYDEVKDYA |
| FPYPQDCNPR |  | CPMRCFGPMC |  | THYTQMVWAT |  | SNRIGCAIHT |  | CQNMNVWGSV |
| WRRAVYLVCN |  | YAPKGNWIGE |  | APYKVGVPCS |  | SCPPSYGGSC |  | TDNLCFPGVT |
| SNYLYWFK   |  |            |  |            |  |            |  |            |

A: Аланін

C: Цистеїн

D: Аспарагінова кислота

E: Глутамінова кислота

F: Фенілаланін

G: Гліцин

H: Гістидин

I: Ізолейцин

K: Лізин

L: Лейцин

M: Метіонін

N: Аспарагін

P: Пролін

Q: Глутамін

R: Аргінін

S: Серин

T: Треонін

V: Валін

W: Триптофан

Кодований геном білок за функціями належить до інгібіторів протеаз, білків розвитку. 
Секретований назовні.